# Bắc Thành
Bắc Thành (chữ Hán: 北城) là một danh xưng dùng để chỉ một đơn vị hành chính cấp cao đầu đời nhà Nguyễn, quản lý 11 trấn (tương đương cấp tỉnh ngày nay) ở phía bắc Việt Nam. Đơn vị này được vua Gia Long đặt ra từ năm 1802, được sử dụng cho đến năm 1831, dưới triều vua Minh Mạng thì bị bãi bỏ.

## Lãnh thổ
Vùng lãnh thổ của Bắc Thành gồm 11 trấn (5 nội trấn và 6 ngoại trấn), tính từ khu vực Ninh Bình trở lên phía bắc. Các trấn của Bắc Thành bao gồm:
Nội trấn:
Gồm các trấn đồng bằng và nằm trong nội địa.
- Sơn Nam Thượng
- Sơn Nam Hạ
- Sơn Tây
- Kinh Bắc
- Hải Dương

Ngoại trấn:
Gồm các trấn miền núi và giáp với Trung Quốc.
- Tuyên Quang
- Hưng Hóa
- Cao Bằng
- Lạng Sơn
- Thái Nguyên
- Quảng Yên

## Chức quan cai trị
Lỵ sở của Bắc Thành ban đầu được đặt trong khu vực thành Thăng Long cũ, vốn gần như bị phá hủy bởi chiến tranh và nội loạn, năm 1803 thì chuyển về thành sở mới.

### Tổng trấn
- Nguyễn Văn Thành (1802-1806)
- Trương Tấn Bửu (1806-1810)
- Nguyễn Huỳnh Đức (1810-1816)
- Lê Chất (1819-1826)

### Hiệp Tổng trấn
- Lê Chất (1810-1819)
- Nguyễn Hữu Thận (1826-?)

### Phó Tổng trấn
- Phạm Như Đăng (1810?-?)
- Trương Phúc Đăng